# Enrico De Nicola
Enrico De Nicola (9. listopadu 1877 – 1. října 1959) byl italský politik, novinář a právník. Byl historicky prvním prezidentem Itálie, úřad zastával v letech 1946–1948, když byl zvolen Ústavodárným shromážděním (Assemblea Costituente della Repubblica Italiana), jež vzniklo po pádu monarchie. V období 1920–1924 předsedal dolní komoře parlamentu, 1951–1952 Senátu, 1956–1957 Ústavnímu soudu. Byl představitelem Italské liberální strany.